# Херон-роуд (Оттава)
Херон-роуд, англ. Heron Road, или Оттавская дорога № 16 — крупная улица г. Оттава, Онтарио, Канада.
Проходит от Уокли-роуд на углу с рекой Ридо, откуда она поворачивает на Бейслайн-роуд.
Здесь расположен департамент Публичных работ и правительственных услуг Канады, а также штаб-квартира Канадской почты и Дом Эдварда Дрейка (на углу с Риверсайд-драйв). Здесь также расположены Средняя школа Св. Патрика (en:St. Patrick's Intermediate High School) и торговый центр Херонгейт (en:Herongate Mall).
Далее улица идёт над парком Венсана Массе (en:Vincent Massey Park) по Мосту Херон-роуд (en:Heron Road Bridge), пересекающему реку Ридо и канал Ридо.
Большая часть Херон-роуд — крупная городская транспортная артерия (от 4 до 6 полос движения). Ограничение скорости: 60 км/ч к западу от Бэнк-стрит и всего 50 км/ч к востоку от Бэнк-стрит, несмотря на весьма небольшое количество пешеходов и достаточно быстрый поток, особенно к западу от Бронсон-авеню.